# Lonchophylla dekeyseri
Lonchophylla dekeyseri es una especie de murciélago de la familia Phyllostomidae.

## Distribución geográfica
Se encuentra en  Brasil.